# CZW Iron Man Championship
Le CZW Iron Man Championship (que l'on peut traduire par championnat Iron Man de la CZW) est un championnat de catch utilisé par la Combat Zone Wrestling de 1999 à juillet 2009. Il est créé le 13 février 1999 lors du premier spectacle de cette fédération. En février 2009, Sami Callihan renomme ce titre en CZW New Horror Championship.
Durant son utilisation, ce titre connait 37 règnes et est détenu par une femme. Le premier champion est Derek Domino qui a un des règnes le plus court puisqu'il perd ce titre durant le tout premier spectacle de la CZW. Kevin Steen a lui le règne le plus long et garde ce titre pendant 11 mois et 30 jours avant de le perdre face à LuFisto le 12 août 2006. Elle est l'unique championne Iron Man de la CZW.

## Histoire
Le 13 février 1999 durant le premier spectacle de la Combat Zone Wrestling (CZW), la CZW décerne à Derek Domino le titre de champion Iron Man de la CZW. Il perd ce titre ce jour-là face à Lobo (en). Le 10 juin 2000, Mad Man Pondo (en) bat Wifebeater pour lui succèder. Le 22 juillet, Wifebeater récupère ce titre sans vaincre Pondo sans aucune explication.

## Liste des champions
| #  | Champions et/ou championne | Nombre de règne | Date              | Durée               | Lieu                        | Evénement                                   | Notes | Réf    |
| -- | -------------------------- | --------------- | ----------------- | ------------------- | --------------------------- | ------------------------------------------- | --- | ------ |
| 1  | Derek Domino               | 1               | 13 février 1999   | moins d’un jour     | Mantua (en) (New Jersey)    | Opening Night                               | Les organisateurs lui remettent ce titre. | [ 1 ]  |
| 2  | Lobo (en)                  | 1               | 13 février 1999   | 4 mois et 6 jours   | Mantua (en) (New Jersey)    | Opening Night                               | | [ 1 ]  |
| 3  | Justice Pain (en)          | 1               | 19 juin 1999      | 3 mois et 27 jours  | Mantua (New Jersey)         | Down in Flames                              | | [ 4 ]  |
| 4  | Lobo                       | 2               | 16 octobre 1999   | 4 mois et 24 jours  | Mantua (New Jersey)         | Cage of Death I                             | Dans un Cage of Death match. | [ 5 ]  |
| 5  | Wifebeater                 | 1               | 11 mars 2000      | 2 mois et 30 jours  | Sewell (en) (New Jersey)    | March Violence                              | | [ 6 ]  |
| 6  | Mad Man Pondo (en)         | 1               | 10 juin 2000      | 1 mois et 12 jours  | Sewell (New Jersey)         | Caged to the End                            | | [ 2 ]  |
| 7  | Wifebeater                 | 2               | 22 juillet 2000   | moins d’un jour     | Sewell (New Jersey)         | No Rules, No Limits                         | La CZW remet le titre à Wifebeater. | [ 3 ]  |
| 8  | Nick Gage                  | 1               | 22 juillet 2000   | 2 mois et 15 jours  | Sewell (New Jersey)         | No Rules, No Limits                         | | [ 3 ]  |
| 9  | Wifebeater                 | 3               | 7 octobre 2000    | 1 mois et 4 jours   | Sewell (New Jersey)         | Rules are made to be Broken                 | Dans un match à trois où le fil de fer barbelé entoure le ring comprenant aussi Mad Man Pondo.                                                                | [ 7 ]  |
| 10 | Nate Hatred                | 1               | 11 novembre 2000  | 2 mois et 10 jours  | Sewell (New Jersey)         | Jersey Rulz                                 | | [ 8 ]  |
| 11 | Wifebeater                 | 4               | 21 janvier 2001   | 20 jours            | Smyrna (Delaware)           | Delaware Invasion                           | | [ 9 ]  |
| 12 | Lobo                       | 3               | 10 février 2001   | 3 mois et 30 jours  | Sewell (New Jersey)         | Crushing the Competition                    | Il remporte un match à cinq comprenant aussi Lord Everett DeVore, Mad Man Pondo et Nate Hatred.                                                               | [ 10 ] |
| 13 | Nick Mondo                 | 1               | 9 juin 2001       | 1 mois et 19 jours  | Sewell (New Jersey)         | Breakaway Brawl                             | Il remporte un match à trois comprenant Mad Man Pondo et Wifebeater.                                                                                          | [ 11 ] |
| 14 | Nick Gage                  | 2               | 28 juillet 2001   | 2 mois et 29 jours  | Sewell (New Jersey)         | What About Lobo?                            | | [ 12 ] |
| 15 | Nick Berk                  | 1               | 27 octobre 2001   | 1 mois et 18 jours  | Sewell (New Jersey)         | ...And Justice for All                      | Il bat Nick Mondo pour être le nouveau champion. | [ 13 ] |
| 16 | Adam Flash                 | 1               | 15 décembre 2001  | 4 mois et 26 jours  | Philadelphie (Pennsylvanie) | Cage of Death III                           | Il gagne un match à trois où le tombé peut se faire n'importe où comprenant aussi Nick Mondo.                                                                 | [ 14 ] |
| 17 | Nick Mondo                 | 2               | 11 mai 2002       | 28 jours            | Philadelphie (Pennsylvanie) | High Stakes                                 | | [ 15 ] |
| 18 | Justice Pain               | 2               | 8 juin 2002       | 1 mois et 5 jours   | Philadelphie (Pennsylvanie) | Best of the Best 2                          | | [ 16 ] |
| 19 | Adam Flash                 | 2               | 13 juillet 2002   | 2 mois et 29 jours  | Philadelphie (Pennsylvanie) | Déjà Vu                                     | | [ 17 ] |
| 20 | The Messiah (en)           | 1               | 12 octobre 2002   | 3 mois et 27 jours  | Philadelphie (Pennsylvanie) | Beyond the Barrier                          | | [ 18 ] |
| 21 | Nick Mondo                 | 3               | 8 février 2003    | 5 mois et 18 jours  | Philadelphie (Pennsylvanie) | Uncivilized                                 | | [ 19 ] |
| -  | Vacant                     | 1               | 26 juillet 2003   | 1 mois et 18 jours  | N/A                         | N/A                                         | | [ 20 ] |
| 22 | Trent Acid                 | 1               | 13 septembre 2003 | 3 mois              | Philadelphie (Pennsylvanie) | Redefined                                   | | [ 21 ] |
| 23 | Jimmy Rave                 | 1               | 13 décembre 2003  | 4 mois et 18 jours  | Philadelphie (Pennsylvanie) | Cage Of Death V: Suspended                  | | [ 22 ] |
| 24 | Chris Hero                 | 1               | 1er mai 2004      | 7 mois et 10 jours  | Philadelphie (Pennsylvanie) | Apocalypse                                  | | [ 23 ] |
| 25 | B-Boy                      | 1               | 11 décembre 2004  | 1 mois et 25 jours  | Philadelphie (Pennsylvanie) | Cage of Death VI                            | | [ 24 ] |
| 26 | Franky The Mobster         | 1               | 5 février 2005    | 6 mois et 8 jours   | Philadelphie (Pennsylvanie) | Only the Strong                             | | [ 25 ] |
| 27 | Kevin Steen                | 1               | 13 août 2005      | 11 mois et 30 jours | Philadelphie (Pennsylvanie) | Déjà Vu 3                                   | Il a le règne le plus long | [ 26 ] |
| 28 | LuFisto                    | 1               | 12 août 2006      | 5 mois et 1 jour    | Philadelphie (Pennsylvanie) | Trapped                                     | Elle remporte ce titre en éliminant Steen dans un match par équipe à élimination alors qu'ils sont équipiers. Elle est l'unique catcheuse à détenir ce titre. | [ 27 ] |
| -  | Vacant                     | 2               | 13 janvier 2007   | 28 jours            | N/A                         | N/A                                         | À la suite d'une blessure de LuFisto. |        |
| 29 | DJ Hyde (en)               | 1               | 10 février 2007   | 3 mois et 2 jours   | Philadelphie (Pennsylvanie) | H8                                          | Il bat Chris Hero pour devenir champion. | [ 28 ] |
| 30 | Toby Klein                 | 1               | 12 mai 2007       | 3 mois et 27 jours  | Philadelphie (Pennsylvanie) | Restore the Order                           | | [ 29 ] |
| 31 | DJ Hyde                    | 2               | 8 septembre 2007  | 2 mois et 2 jours   | Philadelphie (Pennsylvanie) | Chri$ Ca$h Memorial Show                    | | [ 30 ] |
| 32 | Joker (en)                 | 1               | 10 novembre 2007  | 2 mois et 2 jours   | Philadelphie (Pennsylvanie) | Night of Infamy 6                           | | [ 31 ] |
| 33 | Brain Damage               | 1               | 12 janvier 2008   | 5 mois et 2 jours   | Philadelphie (Pennsylvanie) | New Years Resolutions'                      | | [ 32 ] |
| 34 | DJ Hyde                    | 3               | 14 juin 2008      | 28 jours            | Philadelphie (Pennsylvanie) | Summer School                               | Il remporte un match à quatre auquel participe aussi Danny Havoc et Insane Lane.                                                                              | [ 33 ] |
| 35 | Brain Damage               | 2               | 12 juillet 2008   | 7 mois et 2 jours   | Philadelphie (Pennsylvanie) | A Tangled Web                               | | [ 34 ] |
| 36 | Sami Callihan              | 1               | 14 février 2009   | 3 mois et 30 jours  | Philadelphie (Pennsylvanie) | X: Decade of Destruction – 10th Anniversary | | [ 35 ] |
| 37 | Egotistico Fantastico (en) | 1               | 13 juin 2009      | 28 jours            | Philadelphie (Pennsylvanie) | Best of the Best 9                          | | [ 36 ] |
| -  | Désactivé                  | N/A             | 11 juillet 2009   | N/A                 | N/A                         |                                             | |        |